# Entidad cósmica (Marvel Comics)
Las entidades cósmicas, también conocidas como seres cósmicos, son un tipo de personajes ficticios que aparecen en los cómics estadounidenses publicados por Marvel Comics. Poseen poder a un nivel universal o multiversal, mucho más allá de los superhéroes convencionales, y con frecuencia cumplen una función intrínseca en el universo. Son parte del entorno cósmico de Marvel.

## Resumen
El universo Marvel contiene una serie de personajes que existen dentro pero aparte del universo, se les conoce como seres cósmicos o entidades abstractas. Algunos encarnan conceptos como muerte o tiempo.
Cada ser cósmico es único, pero a menudo tienen las siguientes características en común:
- Poder mayor que el de los mortales.
- Sin forma física. Excepto para cuando se crean formas corporales para interactuar con formas de vida inferiores.
- Una naturaleza amoral por encima de las preocupaciones de las formas de vida inferiores.

Los dioses y otras criaturas dimensionales existen en el Universo Marvel y no se consideran 'entidades cósmicas'. Los más fuertes, como Atum, Beyonder, Knull, Odín, Dormammu y Mephisto, pueden rivalizar o superar el poder de ciertos seres cósmicos, pero no son necesarios para que exista el universo.